# Campo de críquet Rosedale
El Campo de críquet Rosedale (en inglés: Rosedale Cricket Ground) era el nombre de un campo de críquet en Toronto, en la provincia de Ontario en Canadá. El primer partido registrado en el espacio fue en 1887 cuando jugó Rosedale contra el equipo de West Toronto.
El campo llegó a celebrar un único partido de «primera clase» entre el combinado de Canadá y Estados Unidos de América contra el equipo de Australia en 1913. Los australianos ganaron el partido por un gran margen de 147 carreras. El último partido registrado celebrado en el campo se produjo en 1954 entre Toronto y Yorkshire.